# Franco Marconi
Franco Marconi (Trento, 1953) è un ex sciatore alpino italiano.

## Biografia
Inizialmente specialista delle prove tecniche, in seguito si specializzò nella discesa libera; fece parte della nazionale italiana negli anni 1970, all'epoca della Valanga azzurra, e gareggiò in Coppa Europa e in Coppa del Mondo, ottenendo come miglior piazzamento nel massimo circuito un 15º posto sulla Lauberhorn di Wengen. Ai Campionati italiani vinse la medaglia d'argento nella discesa libera nel 1978; non prese parte a rassegne olimpiche né ottenne piazzamenti ai Campionati mondiali.

## Palmarès

### Campionati italiani
- 1 medaglia[2]:
  - 1 argento (discesa libera nel 1978)